# Přísečná
Přísečná (německy Prisnitz) je obec v okrese Český Krumlov v Jihočeském kraji. Žije zde 215 obyvatel. Obec je v ochranném pásmu městské památkové rezervace Český Krumlov.

## Historie
První písemná zmínka o obci pochází z roku 1400.

## Obyvatelstvo
| Rok            | 1869 | 1880 | 1890 | 1900 | 1910 | 1921 | 1930 | 1950 | 1961 | 1970 | 1980 | 1991 | 2001 | 2011 | 2021 |
| -------------- | ---- | ---- | ---- | ---- | ---- | ---- | ---- | ---- | ---- | ---- | ---- | ---- | ---- | ---- | ---- |
| Počet obyvatel | 223  | 267  | 297  | 274  | 291  | 286  | 297  | 242  | 220  | 202  | 207  | 191  | 198  | 196  | 188  |
| Počet domů     | 27   | 29   | 30   | 31   | 33   | 32   | 44   | 49   | 48   | 46   | 53   | 60   | 63   | 65   | 68   |

## Obecní správa
V letech 1869–1921 a v letech 1961–1990 k obci patřil Srnín.

### Obecní symboly
Znak a vlajka byly obci uděleny rozhodnutím předsedy Poslanecké sněmovny Parlamentu České republiky dne 16. července 2014.

## Pamětihodnosti
- Venkovská usedlost U Filků na návsi, bývalý hospodářský dvůr zlatokorunského kláštera, v objektu jsou klenby a štuková výzdoba, v patře jsou nástěnné malby.[9]

## Osobnosti
- Božena Böhmová (1925–2020), herečka

## Příroda
- Vltava u Blanského lesa, přírodní památka, která je zařazena jako evropsky významná lokalita do evropské soustavy chráněných území Natura 2000.
- Sedm špicí, skupina rulových skal